# Substitut (Warenhandel)
Substitut ist eine Berufsbezeichnung im Warenhandel.

## Tätigkeit
Substituten und Substitutinnen im Warenhandel wirken  bei der Steuerung des Verkaufsgeschehens einer Abteilung bzw. Warengruppe oder einer Filiale mit. Sie sind in der Regel Vertreter des Abteilungs- bzw. Filialleiters. Zu den Aufgaben zählen die Sortimentsgestaltung, die Disposition und die Lagerhaltung sowie die Präsentation der Ware. 
Für eine Beschäftigung als Substitut im Warenhandel wird normalerweise eine kaufmännische Berufsausbildung vorausgesetzt, zum Beispiel als Kaufmann im Einzelhandel.